# Arrondissement Pointe-à-Pitre
Pointe-à-Pitre is een arrondissement van het Franse overzees departement Guadeloupe. De onderprefectuur is Pointe-à-Pitre.
Het andere arrondissement van Guadeloupe is arrondissement Basse-Terre.

## Gemeenten
Het arrondissement is sinds 2015 samengesteld uit de volgende gemeenten:
- Les Abymes
- Anse-Bertrand
- Capesterre-de-Marie-Galante
- La Désirade
- Le Gosier
- Grand-Bourg
- Morne-à-l'Eau
- Le Moule
- Petit-Canal
- Pointe-à-Pitre
- Port-Louis
- Sainte-Anne
- Saint-François
- Saint-Louis